# Ouest FM programme Forum
Ouest FM était une station de radio locale en France créée en 1982. D'abord associative, elle devient une radio commerciale en 2005. Puis, elle est rachetée en 2006 par le groupe Start (devenu Groupe 1981).
En 2012, elle reprend le programme Forum, et devient Ouest FM programme Forum. En 2017, Ouest FM devient Forum Maine-et-Loire.

## Historique
Saumur radio est créée en 1982. Elle est alors une radio associative et fonctionne avec 80 bénévoles.
En 1984, la station devient Radio Saumur. Elle est dirigée par Jean Chapron et est soutenue financièrement par la municipalité de la commune. Les studios sont originellement situés dans le sous-sol d'une maison particulière à Bagneux. Puis, Radio Saumur déménage dans un petit immeuble de la rue Chanzy à Saumur. En 1991, elle s'installe dans des locaux plus vastes près de la place Verdun.
L'équipe se professionnalise. Elle compte notamment dans ses rangs deux journalistes locaux, Annie Guinhut et Laurent Delhumeau et un animateur salarié, Fred Huguet.
En 1998, deux émetteurs supplémentaires sont installés à Cholet et à Angers, Radio Saumur devient Ouest FM, radio de Catégorie B couvrant tout le territoire du Maine-et-Loire et touchant les départements limitrophes, en particulier la Vienne.
Le 19 juillet 2011, le Conseil supérieur de l'audiovisuel autorise sa syndication avec Forum, du groupe 1981. Sa dénomination devient Ouest FM programme Forum. Il faudra attendre le 2 janvier 2012 pour que cette syndication soit mise à l'antenne.
Le 20 mars 2017, le CSA autorise la station à devenir Forum Maine-et-Loire. La dénomination Ouest FM disparaît alors de l'antenne, mais reste celle de l'entreprise qui exploite les fréquences.

## Identité de la station

### Capital
En 2006, le groupe Start entre à 20 % dans le capital de Ouest FM.

### Logos

Logo de transitoire de Ouest FM programmes Forum (radio)

## Diffusion

### Décrochages
Depuis le 2 janvier 2012, Ouest FM diffuse le programme Forum. Le CSA exige à Forum de conserver un minimum de décrochages locaux (informations et publicités) pour Ouest FM.

### Fréquences
- Angers : 98.7 ; Cholet : 96.2 ; Saumur : 95.8